# Iso-Vora
Iso-Vora är en ö i Finland. Den ligger i sjön Säynejärvi och i kommunen Kides i den ekonomiska regionen  Mellersta Karelens ekonomiska region  och landskapet Norra Karelen, i den sydöstra delen av landet, 300 km nordost om huvudstaden Helsingfors. Öns area är 1,1 hektar och dess största längd är 180 meter i nord-sydlig riktning.